# Chauncey Billups
Chauncey Ray Billups, född 25 september 1976 i Denver i Colorado, är en amerikansk baskettränare och tidigare basketspelare (point guard). Han spelade för totalt sju olika lag i NBA, senast Detroit Pistons.
Chauncey Billups blev utnämnd till NBA-finalernas mest värdefulla spelare 2004, då han spelade för Detroit Pistons som vann ligan det året.